# Miss Supranacional 2024
Miss Supranacional 2024, la 15.ª edición del concurso Miss Supranacional, se llevó a cabo en el Anfiteatro Strzelecki Park de la ciudad de Nowy Sącz (Polonia) el 6 de julio.
Representantes provenientes de sesenta y ocho países y territorios compitieron por el título en esta edición del concurso. Al final del evento, Miss Supranacional 2023, Andrea Aguilera de Ecuador, coronó como su sucesora a Harashta Haifa Zahra de Indonesia. Elegida por un jurado, la ganadora, se convirtió en la primera representante de su país en obtener el título de Miss Supranacional.

## Resultados
| Posiciones              | Candidata |
| ----------------------- | --- |
| Miss Supranacional 2024 | - Indonesia – Harashta Haifa Zahra |
| Primera Finalista       | - Estados Unidos – Jenna Dykstra |
| Segunda Finalista       | - República Checa – Justýna Zedníková |
| Tercera Finalista       | - Brasil – Isadora Murta |
| Cuarta Finalista        | - Curazao – Chanelle de Lau § |
| Top 12                  | - Dinamarca – Victoria Larsen ∆ - Filipinas – Alethea Ambrosio - Finlandia – Aleksandra Hannusaari - India – Sonal Kukreja - Puerto Rico – Fiorella Medina - Sudáfrica – Bryoni Govender - Tailandia – Kasama Suetrong |
| Top 25                  | - Alemania – Luisa Victoria Malz - Aruba – Rashida Schmidt - Bolivia – Estefanía Ibarra - Eslovaquia – Petra Siváková § - Honduras – Stephie Morel - Islandia – Helena O’Connor - Japón – Yuki Sonoda - México – Andrea Sáenz - Myanmar – Myo Sandar Win § - Nigeria – Sectra Okundaye - Perú – Nathaly Terrones - Reino Unido – Joanna Johnson - Rumania – Andreea Ioana Stan |

- ∆ Votada por el público de todo el mundo vía internet para completar el cuadro de las doce semifinalistas.
- § Ganadoras de retos entran al cuadro de las veinticuatro cuartofinalistas.

### Reinas Continentales
| Continente     | Candidata                       |
| -------------- | ------------------------------- |
| África         | - Sudáfrica – Bryoni Govender   |
| Américas       | - México – Andrea Sáenz         |
| Asia y Oceanía | - Filipinas – Alethea Ambrosio  |
| Caribe         | - Puerto Rico – Fiorella Medina |
| Europa         | - Dinamarca – Victoria Larsen   |

### Orden de clasificación
| Top 25          | Top 12          | Top 5           |
| --------------- | --------------- | --------------- |
| Sudáfrica       | Dinamarca       | Estados Unidos  |
| Eslovaquia      | Estados Unidos  | Brasil          |
| Curazao         | India           | Indonesia       |
| Myanmar         | Finlandia       | República Checa |
| República Checa | Tailandia       | Curazao         |
| Honduras        | Curazao         |                 |
| India           | República Checa |                 |
| Estados Unidos  | Brasil          |                 |
| Aruba           | Puerto Rico     |                 |
| Japón           | Indonesia       |                 |
| Rumania         | Filipinas       |                 |
| Alemania        | Sudáfrica       |                 |
| Nigeria         |                 |                 |
| Islandia        |                 |                 |
| México          |                 |                 |
| Reino Unido     |                 |                 |
| Puerto Rico     |                 |                 |
| Indonesia       |                 |                 |
| Perú            |                 |                 |
| Dinamarca       |                 |                 |
| Tailandia       |                 |                 |
| Bolivia         |                 |                 |
| Filipinas       |                 |                 |
| Finlandia       |                 |                 |
| Brasil          |                 |                 |

### Premios especiales
| Premio        | Candidata                          |
| ------------- | ---------------------------------- |
| Miss Talento  | - Indonesia - Harashta Haifa Zahra |
| Miss Simpatía | - Sudáfrica - Bryoni Govender      |

## Retos

### Supra Chat
En el Supra Chat, las candidatas se presentan individualmente en grupos de seis a ocho.

#### Ronda 1
El episodio 1 de Supra Chat 2024 se estrenó en el canal oficial de YouTube de Miss Supranational el 16 de mayo de 2024, las ganadoras de cada grupo avanzarán a la ronda semifinal.
- Avanza a la ronda 2 del desafío Supra Chat.

| Grupo | País 1    | País 2          | País 3          | País 4               | País 5         | País 6       | País 7                               | País 8    |
| ----- | --------- | --------------- | --------------- | -------------------- | -------------- | ------------ | ------------------------------------ | --------- |
| 1     | Canadá    | Dinamarca       | Haití           | India                | Nueva Zelanda  | Pakistán     | Islas Vírgenes de los Estados Unidos |           |
| 2     | Alemania  | Islandia        | Malta           | Polonia              | Rumania        | Eslovaquia   | Reino Unido                          |           |
| 3     | Bolivia   | Brasil          | Costa Rica      | Ecuador              | Honduras       | Portugal     | Venezuela                            |           |
| 4     | Albania   | Bélgica         | Islas Caimán    | Curazao              | Myanmar        | Países Bajos | Filipinas                            |           |
| 5     | Australia | Botsuana        | República Checa | Guinea Ecuatorial    | Sierra Leona   | España       |                                      |           |
| 6     | Argentina | Colombia        | Cuba            | República Dominicana | El Salvador    | México       | Nicaragua                            |           |
| 7     | Aruba     | Costa de Marfil | Ghana           | Gibraltar            | Nepal          | Togo         | Trinidad y Tobago                    |           |
| 8     | Bangladés | Hong Kong       | Indonesia       | Japón                | Corea del Sur  | Laos         | Malasia                              | Tailandia |
| 9     | Guatemala | Paraguay        | Perú            | Puerto Rico          | Estados Unidos | Uruguay      |                                      |           |
| 10    | Camboya   | Croacia         | Finlandia       | Nigeria              | Panamá         | Sudáfrica    | Ucrania                              | Vietnam   |

Notas
- Camboya se retiró debido a sus problemas de visa.
- Corea del Sur se retiró por razones desconocidas después de no llegar a Polonia.
- Guinea Ecuatorial se retiró por razones desconocidas después de no llegar a Polonia.
- Togo se retiró por razones desconocidas después de no llegar a Polonia.

#### Ronda 2 (Semifinal)
En esta segunda ronda las participantes se enfrentarán en dos semifinales, de las cuales dos candidatas avanzarán a la ronda final.
- Avanza a la ronda final del desafío Supra Chat.

| Grupo | País 1    | País 2  | País 3      | País 4               | País 5            |
| ----- | --------- | ------- | ----------- | -------------------- | ----------------- |
| 1     | Brasil    | Curazao | Haití       | Reino Unido          | República Checa   |
| 2     | Indonesia | Nigeria | Puerto Rico | República Dominicana | Trinidad y Tobago |

#### Ronda Final
- Ganadora / Avanza al Top 24 final.

| Resultados | Candidatas                                                                                   |
| ---------- | -------------------------------------------------------------------------------------------- |
| Ganadora   | - Curazao – Chanelle de Lau                                                                  |
| Top 4      | - Haití – Tarah-Lynn Saint-Elien - Nigeria – Sectra Okundaye - Puerto Rico – Fiorella Medina |

### Supra Influencer
Para Supra Influencer, dos mujeres fueron seleccionadas como ganadoras a través del concurso de Facebook, y el resto fueron seleccionadas como ganadoras a través de Instagram, YouTube, TikTok y el concurso X hasta el momento. Automáticamente formarán parte del Top 13 finalistas. Si uno de ellos tiene éxito en el desafío, automáticamente avanzará para convertirse en semifinalista de la final.
- Avanza al Top 24 al ser ganadora de Supra Influencer.

| Resultados | Candidatas |
| ---------- | --- |
| Ganadora   | - Myanmar – Myo Sandar Win |
| Top 13     | - Brasil – Isadora Murta - Camboya – Chhum Chandara - Costa de Marfil – Marie-Louise Maitre - Dinamarca – Victoria Larsen - Filipinas – Alethea Ambrosio - Gibraltar – Phoebe Noble - India – Sonal Kukreja - Indonesia – Harashta Haifa Zahra - México – Andrea Sáenz - Nepal – Sajina Khanal - Venezuela – Rossana Fiorini - Vietnam – Lydie Marie Wache Vũ |

Notas
- Camboya se retiró debido a sus problemas de visa.

### Talento
El 25 de junio, veinte talentos fueron presentadas en el canal oficial de YouTube de Miss Supranacional, seguido de un proceso de votación. El evento final Supra Talento se retransmitió en directo en el canal oficial de YouTube de Miss Supranacional a las 21:00 horas del 29 de junio de 2024. Miss Dinamarca y Myanmar fueron elegidas individualmente para participar en la competición final.
| Resultados | Candidatas |
| ---------- | --- |
| Ganadora   | - Indonesia – Harashta Haifa Zahra |
| Top 7      | - Dinamarca – Victoria Larsen - Gibraltar – Phoebe Noble - Japón – Yuki Sonoda - Myanmar – Myo Sandar Win - Países Bajos – Bo Grooten - República Checa – Justýna Zedníková |
| Top 20     | - Alemania – Luisa Victoria Malz - Bangladés – Towhida Tusnim - Bélgica – Elizabeth Raska - Canadá – Rachel Murgel - Chile – Vaihere Domingo - Colombia – Sherren Londoño - Croacia – Esmeralda Slaviček - Curazao – Chanelle de Lau - El Salvador – Naomy Montiel - Eslovaquia – Petra Siváková - Hong Kong – Jo An Ma - Nepal – Sajina Khanal - Nueva Zelanda – Meghan Kenney - Sierra Leona – Mabinty Mansaray - Trinidad y Tobago – Brittany Deane |

### Miss Supramodel
Miss Supramodel se transmitió en vivo a través del YouTube oficial de Miss Supranacional a las 6 pm del 29 de junio de 2024. Se anunció que uno de los cinco ganadores continentales pasaría a la final como semifinalista tras ser nombrado ganador absoluto durante la última noche.
- Avanza al Top 24 al ser ganadora de Miss Supramodel.

| Resultados              | Candidatas | Candidatas |
| ----------------------- | --- | --- |
| Ganadora                | - Eslovaquia – Petra Siváková | - Eslovaquia – Petra Siváková |
| Ganadoras Continentales | África | - Costa de Marfil – Marie-Louise Maitre |
| Ganadoras Continentales | América | - Bolivia – Estefanía Ibarra |
| Ganadoras Continentales | Asia & Oceanía | - Tailandia – Kasama Suetrong |
| Ganadoras Continentales | Caribe | - Aruba – Rashida Schmidt |
| Ganadoras Continentales | Europa | - Eslovaquia – Petra Siváková |
| Top 11                  | - Botsuana – Leah Barobetse - Filipinas – Alethea Ambrosio - México – Andrea Sáenz - Myanmar – Myo Sandar Win - Polonia – Angelika Jurkowianiec - Puerto Rico – Fiorella Medina | - Botsuana – Leah Barobetse - Filipinas – Alethea Ambrosio - México – Andrea Sáenz - Myanmar – Myo Sandar Win - Polonia – Angelika Jurkowianiec - Puerto Rico – Fiorella Medina |

### Voto Supra Fan
La ganadora de la votación de los fans de Supra pasó automáticamente al Top 12 de Miss Supranacional 2024. La votación comenzó el 18 de junio de 2024 y duró hasta la noche final. La lista final de la clasificación se anunció el 6 de julio antes de la final.
- Avanza al Top 12 al ser ganadora de Voto Supra Fan.

| Resultados | Candidatas |
| ---------- | --- |
| Ganadora   | - Dinamarca – Victoria Larsen |
| Top 10     | - Colombia – Sherren Londoño - Curazao – Chanelle de Lau - Filipinas – Alethea Ambrosio - Laos – Christina Lasasimma - Myanmar – Myo Sandar Win - Nigeria – Sectra Okundaye - Trinidad y Tobago – Brittany Deane - Venezuela – Rossana Fiorini - Vietnam – Lydie Marie Wache Vũ |

## Candidatas
68 candidatas compitieron por el título:
(En la tabla se utiliza su nombre completo, los sobrenombres van entrecomillados y los apellidos utilizados como nombre artístico, entre paréntesis; fuera de ella se utilizan sus nombres «artísticos» o simplificados).
| País/Territorio                      | Candidata                                  | Edad | Residencia         |
| ------------------------------------ | ------------------------------------------ | ---- | ------------------ |
| Albania                              | Ema Hila                                   | 18   | Tirana             |
| Alemania                             | Luisa Victoria Malz                        | 21   | Dortmund           |
| Argentina                            | Agustina Inés Bruenner                     | 26   | Posadas            |
| Aruba                                | Rashida Schmidt                            | 22   | San Nicolás        |
| Australia                            | Janaya Reimers                             | 22   | Melbourne          |
| Bangladés                            | Towhida Tusnim Tifa                        | 26   | Gazipur            |
| Bélgica                              | Elizabeth Victoria Raska                   | 25   | Bruselas           |
| Bolivia                              | Yessica Estefanía Ibarra Córdova           | 29   | La Paz             |
| Botsuana                             | Leah Khumo Barobetse                       | 25   | Lentsweletau       |
| Brasil                               | Isadora Murta Valente                      | 26   | Belo Horizonte     |
| Canadá                               | Rachel Marie Murgel                        | 23   | Toronto            |
| Chile                                | Vaihere Angélica Domingo Soto              | 23   | Viña del Mar       |
| Colombia                             | Sherren Londoño Perea                      | 22   | Bogotá             |
| Costa de Marfil                      | Marie-Louise Maitre                        | 26   | Bouaké             |
| Costa Rica                           | María José Segura Álvarez                  | 27   | Cachí              |
| Croacia                              | Esmeralda Slaviček                         | 26   | Prelog             |
| Cuba                                 | María José Cetina Alfonso                  | 19   | Camagüey           |
| Curazao                              | Chanelle Wilhemina Maria de Lau            | 29   | Willemstad         |
| Dinamarca                            | Victoria Larsen                            | 21   | Roskilde           |
| Ecuador                              | Doménica Angelina Alessi Vega              | 22   | Quito              |
| El Salvador                          | Naomy Ailen Montiel Arévalo                | 19   | San Miguel         |
| Eslovaquia                           | Petra Siváková                             | 23   | Humenné            |
| España                               | Elizabeth Victoria Ledesma Laker           | 25   | Arona              |
| Estados Unidos                       | Jenna Tara Dykstra                         | 28   | Clearwater         |
| Filipinas                            | Alethea Mianne Ambrosio Calomines          | 21   | San Rafael         |
| Finlandia                            | Aleksandra Hannusaari                      | 20   | Kauhajoki          |
| Ghana                                | Abigail Fanna Kabirou                      | 24   | Acra               |
| Gibraltar                            | Phoebe Noble                               | 21   | Gibraltar          |
| Guatemala                            | Andrea María Zapeta García                 | 29   | Cobán              |
| Haití                                | Tarah-Lynn Saint-Elien                     | 29   | Rahway             |
| Honduras                             | Stephie Alexandra Morel Yanes              | 20   | Choloma            |
| Hong Kong                            | Jo An Ma                                   | 27   | Hong Kong          |
| India                                | Sonal Kukreja                              | 26   | Jaipur             |
| Indonesia                            | Harashta Haifa Zahra                       | 20   | Bandung            |
| Islandia                             | Helena Hafþórsdóttir O'Connor              | 20   | Reikiavik          |
| Islas Caimán                         | Jaci Ariana Patrick                        | 29   | West Bay           |
| Islas Vírgenes de los Estados Unidos | Bria James                                 | 26   | Santa Cruz         |
| Italia                               | Maria Camilla Farnesi                      | 24   | Viareggio          |
| Japón                                | Yuki Sonoda                                | 25   | Chiba              |
| Laos                                 | Christina Lasasimma                        | 31   | Vientián           |
| Malasia                              | Andreana Celly Haron                       | 20   | Lundu              |
| Malta                                | Shania Lou Degiorgio                       | 20   | La Valeta          |
| México                               | Yamil Andrea Sáenz Castillo                | 26   | Cuauhtémoc         |
| Myanmar                              | Myo Sandar Win                             | 28   | Thanbyuzayat       |
| Nepal                                | Sajina Khanal                              | 23   | Sarlahi            |
| Nicaragua                            | Elena Sofía Etienne Valdemoro              | 23   | Managua            |
| Nigeria                              | Sectra Omosede Okundaye                    | 25   | Ciudad de Benín    |
| Nueva Zelanda                        | Meghan Kenney                              | 29   | Ōhope              |
| Países Bajos                         | Bo Grooten                                 | 23   | Coevorden          |
| Pakistán                             | Misbah Arshad                              | 26   | Lahore             |
| Panamá                               | Samantha Anne Jones Ortega                 | 27   | Ciudad de Panamá   |
| Paraguay                             | Sofía Del Pilar Meyer                      | 22   | Ciudad del Este    |
| Perú                                 | Nathaly Andrea Terrones Sierra             | 28   | Lima               |
| Polonia                              | Angelika Jurkowianiec                      | 27   | Namysłów           |
| Portugal                             | Cristina Alexandra Soares Carvalho         | 30   | Horta              |
| Puerto Rico                          | Fiorella Medina Pérez                      | 28   | Isabela            |
| Reino Unido                          | Joanna Claire Johnson                      | 30   | Blackpool          |
| República Checa                      | Justýna Zedníková                          | 21   | Praga              |
| República Dominicana                 | Jennifer Valdez Rodríguez                  | 26   | Pedernales         |
| Rumania                              | Andreea Ioana Stan                         | 25   | Bucarest           |
| Sierra Leona                         | Mabinty Mansaray                           | 22   | Kabala             |
| Sudáfrica                            | Bryoni Natalie Govender                    | 27   | Kempton Park       |
| Tailandia                            | Kasama Suetrong                            | 28   | Surat Thani        |
| Trinidad y Tobago                    | Brittany Dalysha Deane                     | 27   | San Fernando       |
| Ucrania                              | Marina Yegorovna Mizhnova                  | 21   | Ternópil           |
| Uruguay                              | Tania «Lola» Magdalena de los Santos Biccò | 27   | Paysandú           |
| Venezuela                            | Rossana Katherin Contreras Fiorini         | 29   | Mérida             |
| Vietnam                              | Lydie Marie Wache Vũ                       | 31   | Ciudad Ho Chi Minh |

### Candidatas retiradas
- Camboya - Chhum Chandara
- Corea del Sur - Choi Jeong-eun
- Grecia - Melina Dromboni
- Guinea Ecuatorial - María José Nzang Nguema
- Jamaica - Sara-Dee Palmer
- Togo - Mlle Mawusse Afi Bithja Gozo Akakpo
- Zimbabue - Yollanda Elizabeth Chimbarami

### Candidatas reemplazadas
- Italia - Silvana Vacaru fue reemplazada por Maria Camilla Farnesi.
- Nueva Zelanda - Emma May Gribble fue reemplazada por Meghan Kenney.

## Sobre los países en Miss Supranacional 2024

### Naciones debutantes
- Bangladés

### Naciones que regresan a la competencia
Compitió por última vez en 2015:
- Aruba

Compitieron por última vez en 2018:
- Italia
- Pakistán

Compitieron por última vez en 2019:
- Australia
- Honduras
- Islas Vírgenes de los Estados Unidos
- Myanmar
- Nueva Zelanda

Compitieron por última vez en 2021:
- Albania
- Sierra Leona

Compitieron por última vez en 2022:
- Argentina
- Chile
- Dinamarca
- Laos
- Malta
- Uruguay

### Naciones que se retiran de la competencia
- Bahamas
- Camboya
- Camerún
- Corea del Sur
- Grecia
- Jamaica
- Kenia
- Mauricio
- Mozambique
- Namibia
- Togo
- Turquía
- Zambia
- Zimbabue